# God Help the Outcasts
"God Help the Outcasts" là bài hát do nhà soạn nhạc Alan Menken và nhà soạn nhạc Stephen Schwartz viết cho phim hoạt hình thứ 34 của hãng Walt Disney Pictures "The Hunchback of Notre Dame" vào năm 1996. Một bản ballad pop, bài hát được trình bày bởi ca sĩ người Mỹ Heidi Mollenhauer là giọng ca Esmeralda của nữ diễn viên người Mỹ Demi Moore, người cung cấp giọng nói của nhân vật. Một lời cầu nguyện, "Chúa giúp đỡ những kẻ đồi bại" là một bài thánh ca mù mịt, trong đó Esmeralda đang cầu xin Thiên chúa che chở những người bị ruồng bỏ và gypsies giống như bà chống lại chủ nghĩa phân biệt chủng tộc và phân biệt đối xử trong tay của Paris và thẩm phán Claude Frollo. Bài hát cũng thiết lập Esmeralda như là một nhân vật vô ngã và cảm thông mà Quasimodo đã yêu.